# Hrabenov
Vesnice Hrabenov (německy Rabenau) je místní částí obce Ruda nad Moravou, poblíž Šumperka. Rozloha činí 621 hektarů.

## Geografie
Vesnice má střední nadmořskou výšku 362 m n. m. a stoupá proti toku potoka směřujícího do Moravy a podél silnice z Rudy do Temenice a Šumperka. Na východ je rozhledna Háj u Šumperka (632 m), pod Hájem je kostel Božího Těla. Na sever se rozprostírá les Klapuše – Sklený vrch (609 m) a Lovák (606 m). Na jih je to kopec Blýskač (504 m), na kterém je televizní zesilovač, malý lesík Skalka za ní pramen čisté a pitné vody – tento úsek u studánky se nazývá Olšinka, les Hora a dále vesnice Radomilov, která je kousek za Horou. Na západ leží Ruda nad Moravou, na východ město Šumperk. Vedle vesnice protéká řeka Morava, na které je vybudován splav a pod splavem je vodní elektrárna.

## Název
Tři vesnice v okolí Šumperka, Hrabenov, Hrabišín a Hraběšice byly pojmenovány po Hrabišovi ze Švábenic a Úsova. Kvůli vzájemné blízkosti byla jména utvořena různě. Při přejetí do němčiny bylo jméno Hrabenova přikloněno k Rabe - "havran".

## Historie
Hrabenov je jednou z osad na Šumpersku, jež byly pojmenovány po Hrabišovi ze Švábenic a Úsova. Obecní pečeť měla ve znaku koš s uchem. Vesnice se v pramenech poprvé připomíná v roce 1480 jako majetek Jiřího st. Tunkla. V 16. století tvořila spolu s Českým Bohdíkovem malý statek, který byl v držení Tobiáše Prokopa z Velenic a od roku 1578 Odkolků z Oujezdce. Těm byl pro účast na stavovském povstání zkonfiskován a v roce 1622 připojen k rudskému panství, které získal Karel z Lichtenšteina.
Koncem 18. století byla postavena kaple a v té době začíná vyučování v soukromých domech. Budova školy byla postavena v roce 1820. Po roce 1848 byl Hrabenov připojen k politickému i soudnímu okresu Šumperk. Příznivá poloha v blízkosti průmyslového Šumperka, papíren v Aloisově a Olšanech a průmyslových podniků v Rudě se pozitivně projevila v dynamice rozvoje obce. Bohatství okolních lesů využívala zdejší výroba dřevoviny, kterou v roce 1864 odkoupila papírna v Olšanech a v roce 1874 byla nahrazena brusírnou dřeva firmy Karger, provozovanou ještě po roce 1945. V roce 1877 zahájila výrobu octárna a konzervárna a cihelna.
Hrabenovská škola byla postupně rozšířena na pětitřídní. V meziválečném období byl v provozu kamenolom a cihelna. Obec prošla příznivým demografickým vývojem zvláště v 19. století. Již v roce 1850 žilo v Hrabenově 1322 obyvatel a jejich počet kulminoval v roce 1910, kdy ve 183 domech žilo 1508 obyvatel, z nichž se jen 15 hlásilo k německé obcovací řeči. K poklesu počtu obyvatel došlo po roce 1945. Část zdejších usedlíků odešla do okolních dříve německých obcí a v roce 1950 bydlelo ve 264 domech 842 osob.
V roce 1991 bylo v Hrabenově zjištěno jen 640 obyvatel a 199 domů. Nejsilnější politickou silou v obci byla lidová strana, ale početní zastoupení dělnictva mezi zdejším obyvatelstvem se projevovalo výraznými pozicemi sociálních demokratů a komunistů. Po roce 1945 ještě vzrostla orientace Hrabenova na sousední Rudu a blízké okresní město. Až po delším úsilí bylo v Hrabenově v roce 1957 založeno JZD a v roce 1971 bylo připojeno k zemědělskému družstvu v Rudě nad Moravou. Od roku 1980 je Hrabenov součástí obce Ruda nad Moravou.

## Vybavení obce
V obci je kaple, zasvěcená sv. Josefu. Funguje tu mateřská škola i základní škola. Dále se tu nachází obchod se smíšeným zbožím a hospoda Na Mlýně. V roce 2006 bylo napočítáno 704 obyvatel. Průměrný věk činí 39,48 let. Dopravní spojení do obce je zajištěno autobusem. Nejbližší železniční stanice je 0,5 km vzdálená Ruda nad Moravou.